# Introduction (littérature)
Pour les articles homonymes, voir Introduction.

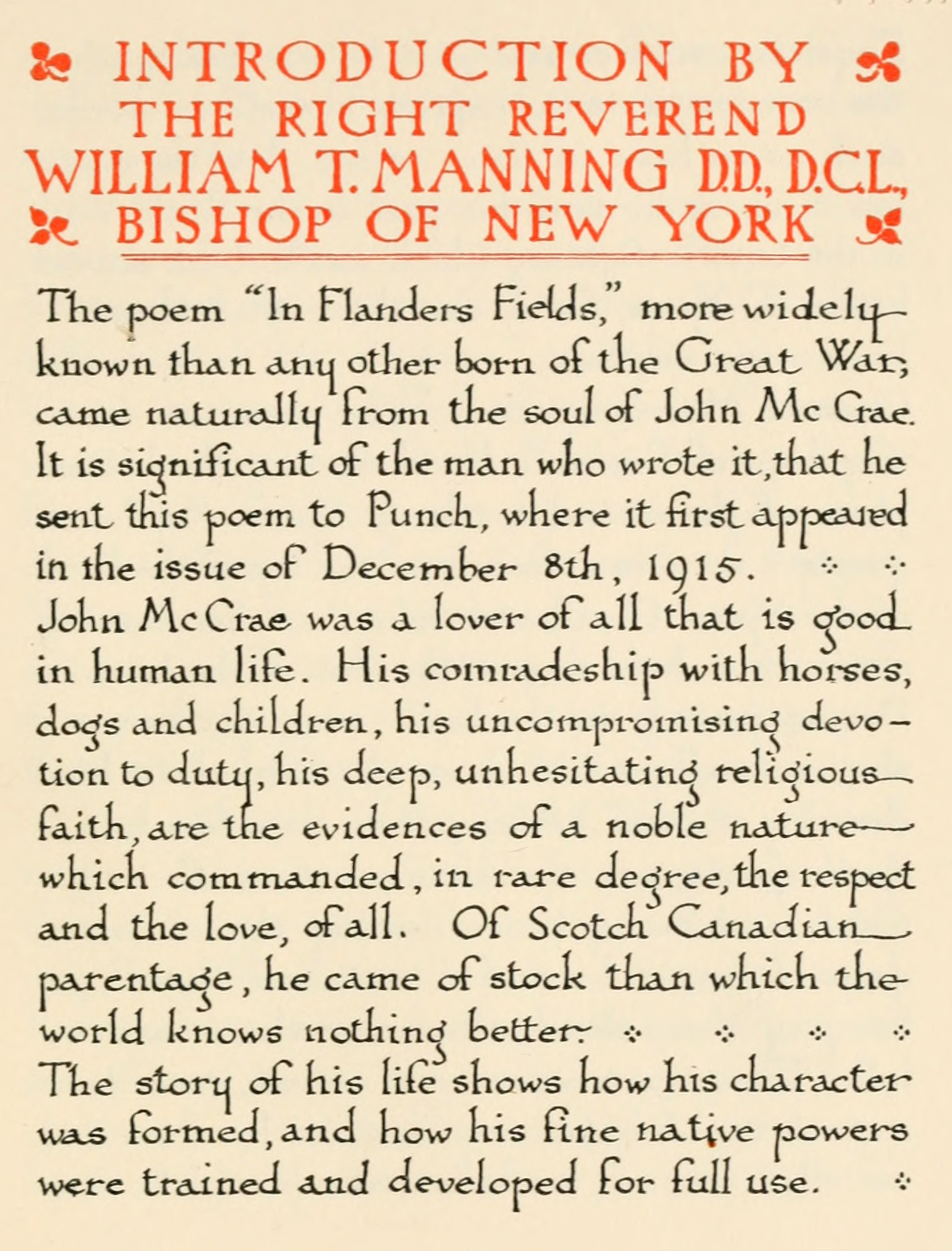
Page 1 de l'introduction d'un livre à tirage limité contenant un poème illustré, In Flanders Fields, 1921.

L'introduction est un petit discours préliminaire placé en tête d’un ouvrage.
L’introduction diffère de la préface, de l’avant-propos et du préambule, en ce qu’elle est susceptible de prendre de grands développements, et de renfermer des considérations générales qui concernent le livre entier, en éclairent les principes ou en étendent les conclusions. 
Certaines introductions, considérées isolément, forment un ouvrage entier. Telle que l'Introduction à la vie dévote de saint François de Sales ; Essais de Théodicée de Leibniz, sous le titre de Discours de la conformité de la raison et de la foi ; celle de l'Essai sur les mœurs de Voltaire, portant le titre de Philosophie de l’histoire ; celle de l'Encyclopédie, sous le titre de Discours préliminaire de l'Encyclopédie, par d'Alembert ; celle de l’Histoire de la civilisation en Europe qui précède l'Histoire de Charles-Quint de Robertson, ou encore, l'Introduction aux travaux scientifiques du XIXe siècle, de Saint-Simon et l'Introduzione allo studio della filosofia de Gioberti.